# Reinfjord
Reinfjord est une localité du comté de Troms, en Norvège.

## Géographie
Administrativement, Reinfjord fait partie de la kommune de Kvænangen.